# HD 148218
HD 148218，又名CP-57 8035，SAO 243874、HR 6120，是一颗恒星，视星等为6.06，位于銀經328.87，銀緯-6.34，其B1900.0坐标为赤經16h 21m 24.5s，赤緯-57° -6.34′ 0″。